# Max le Menteur (série de films)
 Pour plus de détails, voir Fiche technique et Distribution
Max le Menteur est le personnage central d'une trilogie littéraire d'Albert Simonin qui a donné lieu à une série de films français débutant en 1954 en France, et s'achevant en 1963.
Il s'agit de fait de l'adaptation cinématographique de la trilogie de Max le Menteur, trilogie de romans policiers écrits en argot par Albert Simonin ayant pour personnage central un truand vieillissant dénommé Max. Toutefois, le caractère trilogique de l’œuvre littéraire disparaît dans les films, productions indépendantes les unes des autres dont les histoires ne sont pas liées. Ainsi, le personnage de Max présent dans Touchez pas au grisbi, disparait dans Le Cave se rebiffe et devient Fernand Naudin dans Les Tontons flingueurs.

## Filmographie
Cette série est composée de :
- Touchez pas au grisbi réalisé par Jacques Becker, sorti en 1954.
- Le cave se rebiffe réalisé par Gilles Grangier, sorti en 1961.
- Grisbi or not Grisbi adapté sous le titre  Les Tontons flingueurs réalisé par Georges Lautner, sorti en 1963.

## Fiche technique
| Titre        | Touchez pas au grisbi (1954) | Le cave se rebiffe (1961)       | Les Tontons flingueurs (1963) |
| ------------ | ---------------------------- | ------------------------------- | ----------------------------- |
| Réalisateur  | Jacques Becker               | Gilles Grangier                 | Georges Lautner               |
| Scénaristes  | Jacques Becker               |                                 | Georges Lautner               |
| Scénaristes  | Albert Simonin               |                                 | Albert Simonin                |
| Scénaristes  | Maurice Griffe               |                                 |                               |
| Dialogues    | Albert Simonin               | Michel Audiard                  | Michel Audiard                |
| Musique      | Jean Wiener                  | Michel Magne                    | Michel Magne                  |
| Musique      | Michel Legrand               |                                 |                               |
| Son          | Jacques Lebreton             | Jean Rieul                      | Antoine Archimbaud            |
| Son          | Jacques Carrère              |                                 |                               |
| Photographie | Pierre Montazel              | Louis Page                      | Maurice Fellous               |
| Montage      | Marguerite Renoir            | Jacqueline Thiedot              | Michelle David                |
| Décors       | Jean d'Eaubonne              | Jacques Colombier               | Jean Mandaroux                |
| Sortie       | 17 mars 1954                 | 27 septembre 1961               | 27 novembre 1963              |
| Durée        | 94 minutes                   | 98 minutes                      | 105 minutes                   |
| Entrées      | 4 715 460                    | 2 812 814                       | 3 342 393                     |
| Genre        | Comédie policière            | Comédie policière               | Comédie policière             |
| Distributeur | Films Corona                 | U.F.A - Comacico, puis C.F.D.C. | Gaumont Distribution          |

## Distribution
| Max le menteur, complice de Riton                  | Jean Gabin     |                  |                     |
| Angelo Fraisier, un chef de bande concurrente      | Lino Ventura   |                  |                     |
| Josy, la petite amie de Riton                      | Jeanne Moreau  |                  |                     |
| Lola, la petite amie de Max                        | Dora Doll      |                  |                     |
| Henri Ducrot « Riton »                             | René Dary      |                  |                     |
| Pierrot, le propriétaire de la boîte               | Paul Frankeur  |                  |                     |
| Fifi le dingue, un homme d'Angelo                  | Daniel Cauchy  |                  |                     |
| Marinette, la femme de Pierrot                     | Gaby Basset    |                  |                     |
| Betty, une maîtresse de Max                        | Marilyn Buferd |                  |                     |
| Huguette, la secrétaire d'Oscar                    | Delia Scala    |                  |                     |
| La mère Bouche, la restauratrice                   | Denise Clair   |                  |                     |
| Le garçon du Moderna                               | Jean Riveyre   |                  |                     |
| Oscar, le receleur et oncle de Max                 | Paul Œttly     |                  |                     |
| Ferdinand Maréchal « le Dabe »                     |                | Jean Gabin       |                     |
| Robert Mideau « le Cave »                          |                | Maurice Biraud   |                     |
| Charles Lepicard                                   |                | Bernard Blier    |                     |
| Solange Mideau                                     |                | Martine Carol    |                     |
| Éric Masson                                        |                | Franck Villard   |                     |
| Lucas Malvoisin                                    |                | Antoine Balpêtré |                     |
| Léa Lepicard                                       |                | Ginette Leclerc  |                     |
| Madame Pauline                                     |                | Françoise Rosay  |                     |
| Le commissaire Rémy                                |                | Albert Dinan     |                     |
| L'inspecteur Martin                                |                | Gérard Buhr      |                     |
| Monsieur Tauchmann                                 |                | Heinrich Gretler |                     |
| Georgette                                          |                | Clara Gansard    |                     |
| l'inspecteur Maffeux de la brigade des mœurs       |                | Robert Dalban    |                     |
| Fernand Naudin                                     |                |                  | Lino Ventura        |
| Raoul Volfoni                                      |                |                  | Bernard Blier       |
| Maître Folace, le notaire de Louis « le Mexicain » |                |                  | Francis Blanche     |
| Patricia, la fille de Louis « le Mexicain »        |                |                  | Sabine Sinjen       |
| Antoine Delafoy, le petit ami de Patricia          |                |                  | Claude Rich         |
| Jean, le majordome                                 |                |                  | Robert Dalban       |
| Paul Volfoni, le frère de Raoul                    |                |                  | Jean Lefebvre       |
| Théo                                               |                |                  | Horst Frank         |
| Pascal                                             |                |                  | Venantino Venantini |
| Bastien                                            |                |                  | Mac Ronay           |
| Tomate                                             |                |                  | Charles Régnier     |
| Adolphe Amédée Delafoy, le père d'Antoine          |                |                  | Pierre Bertin       |
| Louis « le Mexicain »                              |                |                  | Jacques Dumesnil    |
| Henri                                              |                |                  | Paul Mercey         |
| Madame Mado                                        |                |                  | Dominique Davray    |